# Ларингоспазм
Ларингоспа́зм — стан, при якому виникає симптоми спазму м'язів гортані внаслідок захворювань гортані (запалення, пухлини), травми, сторонні тіла, подразнення гортані.
На тлі гострої респіраторної вірусної інфекції (ГРВІ) може виникнути набряк гортані — несправжній круп (переважно у дітей раннього віку, але зрідка простежують і в дорослих). Починається він з болю у горлі, загального нездужання, головного болю, нежитю, підвищення температури тіла, кашлю (гавкаючого, нападоподібного характеру), наростає ядуха, синюшність слизових оболонок, втягнення міжреберних і надключичних проміжків під час вдиху.
Детальніші відомості з цієї теми ви можете знайти в статті Круп.

## Медична допомога
Вже за перших симптомів необхідно вжити заходів невідкладної допомоги: дати доступ свіжого повітря, скропити обличчя і груди холодною водою, дати тепле лужне пиття (наприклад, молоко з содою), застосувати гірчичники, грілки до ніг, зігрівальний компрес на шию, гарячі ванни для ніг, витягти язик. Увести внутрішньом'язово 1%-й розчин димедролу або 12%-й розчин еуфіліну чи 2%-й розчин ношпи.